# Relação Anual de Informações Sociais
A Relação Anual de Informações Sociais (RAIS) é um relatório de informações socioeconômicas solicitado pelo Ministério do Trabalho e Emprego (MTE) às pessoas jurídicas e outros empregadores anualmente para o atendimento das necessidades da legislação do trabalho. Foi instituída pelo Decreto nº 76.900, de 23 de dezembro de 1975. A partir de 2024, a declaração passa a ser feita pelo sistema eSocial.
Segundo o Serpro, a RAIS trata dos vínculos empregatícios da administração pública e privada (CNPJ), e empregadores cadastrados no INSS (CEI) e é responsável pelo censo anual do mercado de trabalho formal no país. Fornece informações estatísticas para as decisões governamentais e gera dados para os sistemas CAGED, Seguro Desemprego, Abono Salarial, PIS, PASEP, FGTS e para sistemas do IBGE e do INSS. Pessoas físicas empregadoras e pessoas jurídicas que não tiveram empregados em qualquer ano podem declarar a RAIS Negativa através de um procedimento simplificado. 